# Факторизація цілих чисел
Факториза́ція цілого числа — розкладання заданого цілого числа на прості множники.
На відміну від задачі розпізнавання простоти числа, факторизація ймовірно є складною задачею.
Передбачувана складність задачі факторизації лежить в основі криптостійкості деяких алгоритмів шифрування з відкритим ключем, таких як RSA.

## Алгоритми факторизації
Тривіальним алгоритмом факторизації чисел є повний перебір можливих дільників (до {\displaystyle {\sqrt {n}}}). Складність цього алгоритму дорівнює {\displaystyle O(N^{1/2})} операцій. Однак, він швидко знаходить невеликі дільники й застосовується для їх пошуку (зокрема, як початковий крок у деяких інших алгоритмах).
Метод Ферма у загальному випадку теж має складність {\displaystyle O({\sqrt {n}})} операцій, але є досить ефективним, коли два множники близькі один до одного (приблизно рівні між собою).
Метод Лемана комбінує тривіальний алгоритм для пошуку малих дільників (до {\displaystyle n^{1/3}}) та ідеї, що закладені в методі Ферма. Цей алгоритм став першим, складність якого ({\displaystyle O(n^{1/3})} арифметичних операцій) була меншою, ніж {\displaystyle O({\sqrt {n}})}. Нині він становить суто історичний інтерес.

Метод квадратичних форм Шенкса, який оперує числами, що не перевищують {\displaystyle 2{\sqrt {n}}}, має оцінку складності {\displaystyle O(n^{1/4})}. На 32-бітних процесорах він є найшвидшим для чисел у діапазоні від 1010 до 1018 (тобто, довжиною від 33 до 60 біт). Його застосовують як допоміжний у багатьох реалізаціях потужніших методів — для факторизації проміжних чисел, які не мають малих дільників.
Імовірнісний ρ-алгоритм Полларда порівняно швидко знаходить невеликі дільники (якщо такі є) і теж має складність {\displaystyle O(n^{1/4})} операцій.
Для дуже великих чисел час виконання операцій над ними пропорційний їх довжині. З урахуванням цього фактору всі перелічені вище методи (із поліноміальною оцінкою кількості операцій) мають експоненційну часову складність і для факторизації великих чисел практично непридатні.
Субекспоненційну оцінку обчислювальної складності мають методи Діксона, ланцюгових дробів, квадратичного решета й еліптичних кривих {\displaystyle O(\exp[c(\ln(N)\ln(\ln(N)))^{1/2}]}. 
Для факторизації чисел понад 10100 найефективнішим алгоритмом факторизації є метод решета числового поля з обчислювальною складністю {\displaystyle O(\exp[c\ln(N)^{1/3}\ln(\ln(N))^{2/3}])}.

## Теоретичні проблеми
Питання про існування алгоритму факторизації з поліноміальною складністю на класичному комп'ютері є однією з важливих відкритих проблем сучасної теорії чисел. У той же час, для спорідненої задачі про розпізнавання простоти числа існує поліноміальне рішення — AKS тест простоти.
Розв'язок задачі факторизації з поліноміальною складністю можливий на квантовому комп'ютері за допомогою алгоритму Шора.
Передбачувана складність задачі факторизації лежить в основі криптостійкості деяких алгоритмів шифрування з відкритим ключем, таких як RSA.

## Реалізація

### Функції на мові Haskell
Нижче наведено реалізацію тривіального алгоритму (перебором простих дільників) на мові програмування Haskell.
```
 primes :: [Integer]
 primes = eratosthenes [2..]
   where
     eratosthenes (x:xs) = x:eratosthenes (filter ((/= 0).(`mod` x)) xs)

 factorization :: Integer -> [Integer]
 factorization 1 = []
 factorization n = x:factorization (n `div` x)
   where
     x = head [y | y <- (takeWhile (<= n) primes), n `mod` y == 0]

```